# إقليم بانسكا بيستريتسا
إقليم بانسكا بيستريتسا (بالسلوفاكية: Banskobystrický kraj) هو واحد من الثمانية أقاليم التي تشكل الجمهورية السلوفاكية.
يقع الإقليم في وسط سلوفاكيا مجاورا للحدود المجرية.

## المناطق والمدن التابعة لأقليم بانسكا بيستريتسا
يقسم الإقليم إلى ثلاثة عشر منطقة تضم أكثر من 513 بلدية.

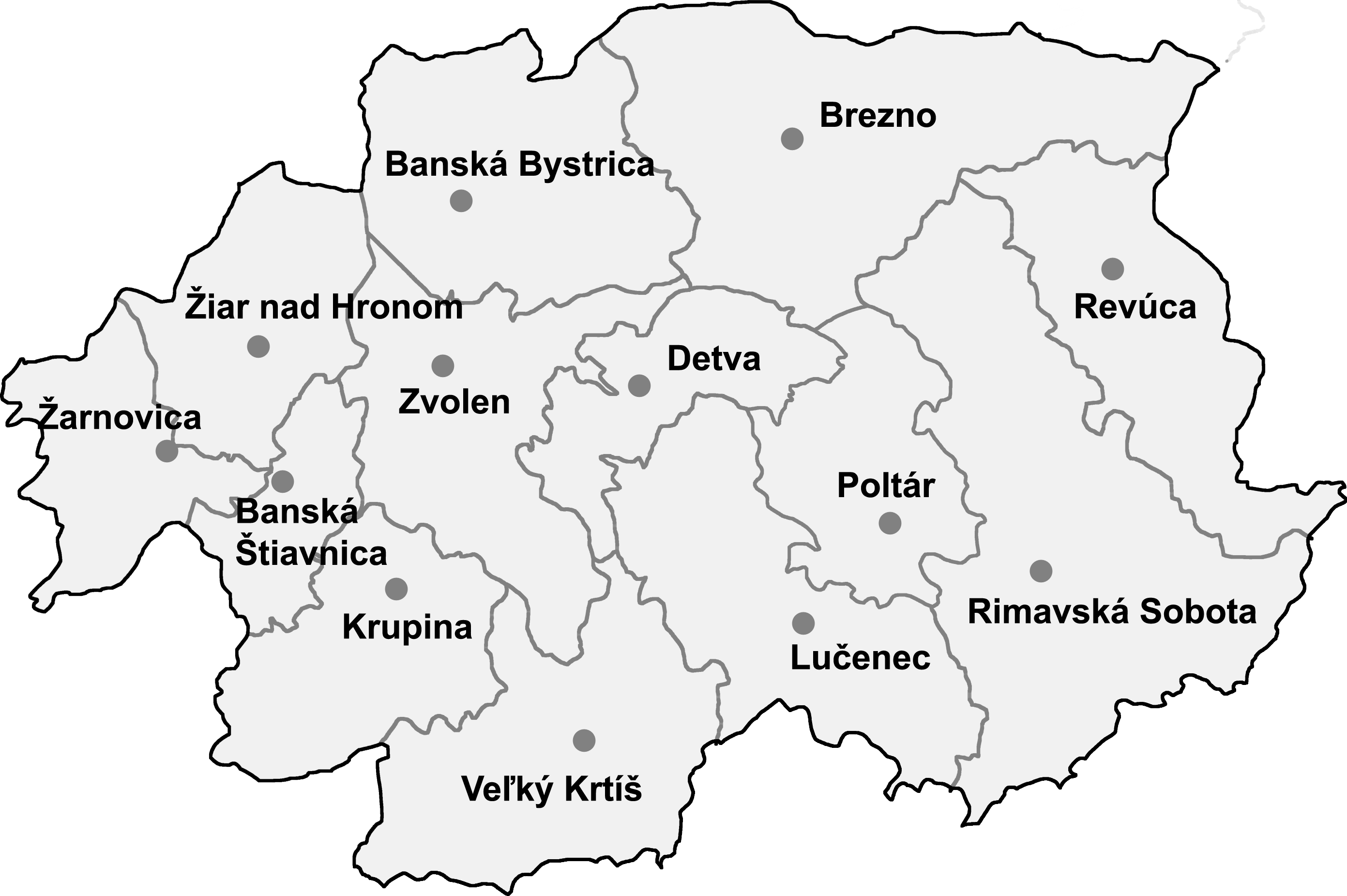
المناطق التابعة لأقليم بانسكا بيستريتسا

- بانسكا بيستريتسا (بالسلوفاكية: Banská Bystrica)
- بانسكا شتيفنيتسا (بالسلوفاكية: Banská Štiavnica)
- برزنو (بالسلوفاكية: Brezno)
- بولتار (بالسلوفاكية: Poltár)
- جارنوفيتسا (بالسلوفاكية: Žarnovica)
- جيار ناد هرونوم (بالسلوفاكية: Žiar nad Hronom)
- ديتفا (بالسلوفاكية: Detva)
- ريفوتسا (بالسلوفاكية: Revúca)
- ريمافسكا سوبوتا (بالسلوفاكية: Rimavská Sobota)
- زفولن (بالسلوفاكية: Zvolen)
- فيلكي كرتيش (بالسلوفاكية: Veľký Krtíš)
- لوتشينيتس (بالسلوفاكية: Lučenec)
- كروبينا (بالسلوفاكية: Krupina)